# Phoberogale
Phoberogale es un género extinto de hemiciónidos del Oligoceno y Mioceno, encontrados en Francia (Europa), California (Norte América), y Pakistán (Asia), viviendo de aproximadamente 25 a 18 millones de años.

## Taxonomía
Phoberogale fue nombrado por Ginsberg y Morales en 1995. Su especie tipo es Phoberogale bugtiensis (Dr. John D. Cooper, 1923). Esta especie pertenece al linaje de Phoberogale–Phoberocyon y se distingue de otras especies como el Cephalogale (s.s.) por su gran tamaño, premolares pre-carnasiales más reducidos, y M2 más cortos.